# Medusavirus
Famille
Medusavirus est un virus géant décrit en 2019. 

## Description
Une enveloppe géométrique polyhédrique,  garnie de 2 660 pointes à tête sphérique, protège son génome.

## Histoire
Il peut transformer les amibes en kystes ressemblant à des pierres secoue l’arbre de la famille du virus. Les scientifiques l'ont appelé le medusavirus.
Il a récemment été découvert et isolé au Japon par Masaharu Takemura et son équipe de l'Université des sciences de Tokyo et Hiroyuki Ogata (Université de Kyoto au Japon), à partir d'un échantillon de sédiment et de feuilles mortes provenant d'une source thermale japonaise. C'est le premier virus découvert dans un environnement chaud  (43,4 °C).
Une fois expérimentalement mis en contact avec des amibes Acanthamoeba castellanii, il les a infectées et s'y est multiplié, provoquant leur éclatement, ou provoquant en réaction la constitution d'une  coquille dure, ce pourquoi il a été nommé Medusa (en référence à Méduse, qui dans la mythologie grecque transformait les humains qui la regardaient en pierre.